# 梅普鲁索普案件
梅普鲁索普案件（日语：／ Meipurusōpu Jiken */?），是指日本海关将美国摄影家罗伯特·梅普鲁索普（Robert Mapplethorpe）的摄影作品认定为色情图画予以没收的相关案件。

## 案件概要
罗伯特·梅普鲁索普是美国的摄影家，1989年病逝。1992年，梅普鲁索普的摄影作品在美国出版发售。1994年（平成6年），本案原告作为出版社社长，在日本出版了日语版的摄影集。1999年，原告从美国返回日本，在成田国际机场遭到了东京海关成田海关支署的检查。海关在其携带的上述摄影集中发现了直接裸露的男性生殖器的照片，认定其为“猥亵图画”，依照海关相关法律，通知原告其携带品属于日本海关禁止进口物品，并当场没收。
原告认为，上述摄影集早已在日本国内出版，且出版时并未进行马赛克处理或者覆盖处理，东京海关不应当认定其为“猥亵图画”的决定明显不当，因此起诉日本国政府和东京海关成田支署署长，请求撤销该处分并给予国家赔偿。对此，被告的日本国政府主张“如果露骨描写性器官的照片不属于猥亵图画，则猥亵图画将大肆泛滥，并扰乱善良的性风俗。作品是否已经出版流通以及是否具有艺术性，这与作品是否具有猥亵性质的判断并无关系。”，作出全面抗辩。

### 一审判决
2002年（平成14年）1月29日，东京地方裁判所（藤山雅行裁判长）作出判决，“全面支持原告的主张，由于涉案作品已经在日本国内流通，属于艺术作品，因此不属于猥亵图画”，撤销了海关的决定，并命令被告赔偿约70万日元。日本国政府不服判决，向东京高等裁判所提起控诉。

### 二审判决
2003年（平成15年）3月27日，东京高等裁判所（西田美昭裁判长）撤销原审判决，认定东京海关的处分正当合法。出版社社长不服该判决，向最高裁判所提起了上告程序。最高裁第三小法庭（那须弘平裁判长）受理该案，并在2008年（平成20年）1月22日进行了口头辩论。

### 终审判决
2008年（平成20年）2月19日，最高裁第三小法庭作出终审判决，撤销了东京高裁的判决，支持一审判决，但取消了国家赔偿部分的内容，由此，日本国政府的败诉成为定局。本案是最高裁首次推翻下级法院对“猥亵作品”认定的判决。
在终审判决理由中，那须弘平裁判长及其他三名法官组成的多数意见认为：“本次涉案摄影集可以纵览梅普鲁索普的摄影艺术的概况，尽管有未作处理的男性生殖器的画面，但在384页的摄影集中仅有19页，因此根据昭和55年的四畳半襖下张事件（1980年）中的判断基准而言，该摄影集不属于关税定率法（旧法）第21条第1项第4号规定的“有害风俗的书籍、图画”。对此，堀籠幸男法官也在判决中表明其反对意见，主张“该摄影集属于猥亵物，本案判决的多数意见过于重视摄影集的艺术性，其判决方法存在问题。”

### 与过往最高法院判例的一致性
1992年纽约市举办的“梅普鲁索普回顾展”的宣传册上，也印有本案中所涉及的照片，当时惠特尼美术馆也受到了东京海关禁止进口的决定。在那起案件中，最高裁第三小法庭在1999年以3对2的比例认定该照片属于猥亵物。但当时的审判庭法官在2008年以前均已退休。但最高裁认为，两起案件并不相同，宣传册与摄影集的构成不同，且海关决定的时间点也不同，因此判决结果虽然相反，但不能称之为判例变更。另外，对于一审法院作出的损害赔偿的判决部分，终审法院认为东京海关是根据1999年判决作出了决定，因此不能说绝对违法，全体法官一致同意被告无需作出赔偿。

## 脚注
1. ↑  （日語） 的存檔，存档日期2009-03-04.（产经新闻、2008年2月19日）

## 关联条目
- 马赛克 (影像处理)
- 情色